# Gianpietro Marchetti
Gianpietro Marchetti (Rudiano, Provincia de Brescia, Italia, 22 de octubre de 1948) es un exfutbolista italiano. Se desempeñaba en la posición de defensa.

## Selección nacional
Fue internacional con la selección de fútbol de Italia en 5 ocasiones. Debutó el 17 de junio de 1972, en un encuentro ante la selección de Rumania que finalizó con marcador de 3-3.

## Clubes
| Club            | País   | Año         |
| --------------- | ------ | ----------- |
| Atalanta B. C.  | Italia | 1966 - 1968 |
| Calcio Lecco    | Italia | 1968 - 1969 |
| Juventus F. C.  | Italia | 1969 - 1974 |
| Atalanta B. C.  | Italia | 1974 - 1979 |
| U. S. Catanzaro | Italia | 1979 - 1980 |

## Palmarés

### Campeonatos nacionales
| Título  | Club           | País   | Año     |
| ------- | -------------- | ------ | ------- |
| Serie A | Juventus F. C. | Italia | 1971-72 |
| Serie A | Juventus F. C. | Italia | 1972-73 |